# Adrián Luna
Adrián Luna Ceja Álvarez  (Tacuarembó, Uruguay, 12 de abril de 1992) es un futbolista uruguayo. Juega de extremo derecho y su equipo actual es Kerala Blasters de la Superliga de India.

## Trayectoria
Debutó en el Defensor Sporting Club el 06-02-2010 frente al Club Nacional de Football en el Estadio Gran Parque Central. El 23 de mayo de 2011 se hace oficial su pase al RCD Espanyol por algo menos de 1 millón de euros, en lo que será su llegada al fútbol europeo, el mismo día que el Espanyol anunciaba la baja de José Callejón al Real Madrid y el fichaje del compatriota de Adrián Luna, Juan Ángel Albín, procedente del Getafe. Tras su incorporación al equipo blanquiazul, sería cedido al Gimnàstic de Tarragona.
Tras media temporada cedido en el Gimnàstic de Tarragona donde jugó 18 partidos, la mayoría saliendo desde el banquillo, en el mercado de invierno 2012 pide salir hacia el Sabadell, equipo en el que termina recalando hasta fin de temporada.
Luego partiría a Nacional de su país natal, también en carácter de cedido.
En el verano 2012-13 surge el interés de Racing Club de Argentina por el jugador a partir de la recomendación de M. Rivas, sin embargo "el gallego" se quedaría en el club tricolor para disputar la Copa Libertadores de América.

## Selección nacional
En el año 2009 participa del Campeonato Sudamericano Sub-17 de 2009 de Chile, ese mismo año jugó con la selección Sub-17 de su país el mundial de la categoría Nigeria 2009 convirtiendo goles a su similar de Argelia y a la de España. Dos años más tarde disputa con la Selección uruguaya Sub-20 el Campeonato Sudamericano Sub-20 de 2011 donde convirtió 3 goles, dos a Chile (uno en la primera fase y otro en la fase final) y uno a Colombia en la fase final.
Disputó el Mundial sub-20, en Colombia, donde marcó un gol ante Nueva Zelanda.

### Participaciones en Copas del Mundo
| Mundial                     | Sede     | Resultado        | Partidos | Goles |
| --------------------------- | -------- | ---------------- | -------- | ----- |
| Copa Mundial Sub-17 de 2009 | Nigeria  | Cuartos de final | 4        | 1     |
| Copa Mundial Sub-20 de 2011 | Colombia | Primera fase     | 2        | 1     |

## Estadísticas
| Club                            | País          | Año           | Part. | Goles | Prom. |
| ------------------------------- | ------------- | ------------- | ----- | ----- | ----- |
| Defensor Sporting               | Uruguay       | 2010-2011     | 41    | 6     | 0.15  |
| R. C. D. Espanyol               | España        | 2011-2013     | 0     | 0     | 0     |
| Gimnàstic de Tarragona (cedido) | España        | 2011          | 19    | 2     | 0.11  |
| C. E. Sabadell (cedido)         | España        | 2012          | 12    | 1     | 0.08  |
| Nacional (cedido)               | Uruguay       | 2012-2013     | 24    | 4     | 0.17  |
| Defensor Sporting               | Uruguay       | 2013-2015     | 59    | 13    | 0.22  |
| Tiburones Rojos                 | México        | 2015-2019     | 102   | 9     | 0.09  |
| Venados (cedido)                | México        | 2015-2016     | 26    | 5     | 0.19  |
| Melbourne City                  | Australia     | 2019-2021     | 54    | 8     | 0.15  |
| Kerala Blasters                 | India         | 2021-presente | 23    | 6     | 0.26  |
| Total carrera                   | Total carrera | Total carrera | 360   | 54    | 0.15  |

 Actualizado al 15 de marzo de 2022.
Último partido citado: Kerala Blasters 1-1 Jamshedpur

## Palmarés[3]

### Títulos nacionales
| Título          | Club              | País      | Año  |
| --------------- | ----------------- | --------- | ---- |
| Torneo Apertura | Defensor Sporting | Uruguay   | 2010 |
| A-League        | Melbourne City    | Australia | 2021 |